# Polyphonius theodori
Polyphonius theodori är en tvåvingeart som beskrevs av Hradsky och Huttinger 1992. Polyphonius theodori ingår i släktet Polyphonius och familjen rovflugor.
Artens utbredningsområde är Grekland. Inga underarter finns listade i Catalogue of Life.